# Psychonoctua gilensis
Psychonoctua gilensis is een vlinder uit de familie van de Houtboorders (Cossidae). De wetenschappelijke naam van de soort werd voor het eerst gepubliceerd in 1910 door William Barnes en James Halliday McDunnough.
De soort komt voor in het zuidwesten van de Verenigde Staten.